# 利隆格
利隆格（Lilong (Imphal West)），是印度曼尼普尔邦西因帕尔县的一个城镇。总人口10417（2001年）。

## 人口
该地2001年总人口10417人，其中男性5148人，女性5269人；0—6岁人口1201人，其中男629人，女572人；识字率71.86%，其中男性为80.87%，女性为63.07%。